# Mitología nórdica

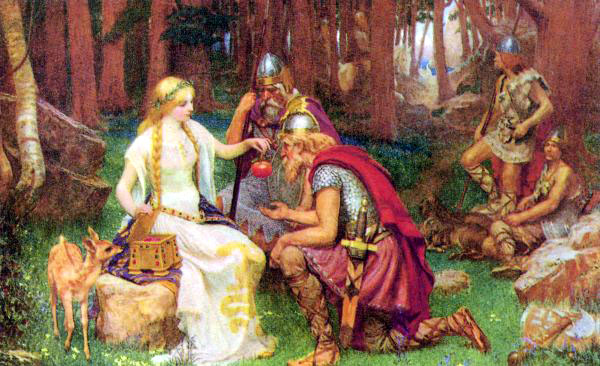
Los dioses nórdicos eran mortales, y solo a través de las manzanas de Iðunn podían esperar vivir hasta el Ragnarök. Imagen por J. Penrose, 1890.

Los términos mitología nórdica, mitología germánica y mitología escandinava comprenden todo lo relativo a la religión, creencias y leyendas de los pueblos escandinavos germanos, incluidos aquellos que se asentaron en las antiguas Islandia, Britania, Galia e Hispania, donde se reunieron las fuentes escritas de la mitología nórdica. Es la versión mejor preservada de la antigua mitología germana, común a todos los pueblos germanos. La mitología germana, a su vez, ha evolucionado de una mitología indoeuropea temprana.
La mitología es una colección de creencias e historias compartidas por los pueblos germanos septentrionales. Es importante señalar que esta mitología no era compartida por los pueblos nórdicos de etnia urálica (fineses, estonios y lapones) ni báltica (lituanos y letones), ya que estos poseían una propia, aunque parecida (en especial los bálticos ya que también son una rama de pueblos indoeuropeos). No era una religión revelada, pues no había una verdad entregada por los dioses a los mortales (a pesar de esto, la mitología nórdica cuenta con relatos sobre personas comunes que han aprendido las historias de los dioses, tras ser visitados o tras haberles visitado). Además, no tenía un libro sagrado; esta mitología era transmitida oralmente en forma de una larga y regular poesía. Esta transmisión continuó durante la época vikinga, y nuestro conocimiento sobre ella está basado principalmente en las Eddas y otros textos medievales escritos durante o después de la cristianización.
En el folclore escandinavo, estas creencias duraron mucho tiempo, y, en algunas áreas rurales, algunas tradiciones han sido mantenidas hasta hoy. Otras han sido recientemente revividas o reinventadas como el neopaganismo germano. La mitología también ha permanecido como inspiración en la literatura así como en producciones escénicas o películas.

## Cosmología

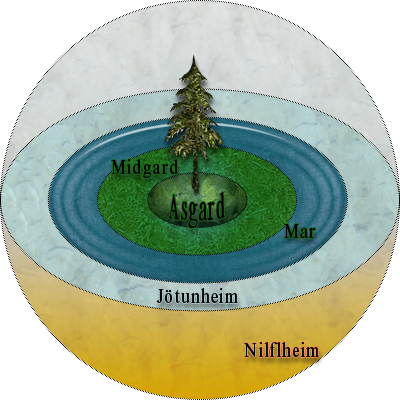
Representación del mundo según la mitología nórdica.

En la mitología nórdica el mundo está representado como un disco plano. El disco está situado en las ramas del árbol del mundo Yggdrasil, que sostenía los nueve mundos. En él habitaban varias criaturas entre las que destacamos a las siguientes: un dragón llamado Nidhogg que habitaba en las raíces. Este dragón roía las raíces para derribar a un águila sin nombre (consiguiéndolo en el Ragnarök) que habitaba en la rama más alta, y desde ahí vigila los nueve mundos. Esta a su vez tiene un halcón llamado Veðrfölnir en el entrecejo, que vigila los movimientos del águila. Además, hay una ardilla llamada Ratatösk que corretea de las raíces a la copa llevando noticias falsas del dragón al águila, y viceversa, sembrando así la discordia entre ellos. Asgard, la región alta del cielo, (as- indica áss/Æsir, gard es asentamiento o residencia), donde vivían los dioses, estaba localizada en el centro del disco, y solamente podría llegarse hasta allí caminando por el arco iris (el puente Bifröst), guardado por Heimdall, quien estaba provisto de un gran cuerno con el que avisaba cada vez que un Æsir (dioses del panteón de la mitología nórdica) o un Vanir lo cruzaba. Los gigantes vivían en un lugar llamado Jötunheim.
Había una fría y oscura morada llamada Niflheim, y en la zona más profunda de esta se encontraba Helheim, lugar regido por Hela, hija de Loki. De acuerdo a la Edda prosaica, este era el lugar último de residencia de la mayoría de los muertos. Estaba situado en algún lugar al sur del ardiente reino de Muspelheim, hogar de los gigantes de fuego.
Entre otros reinos que componen esta cosmología podemos destacar Alfheim, hogar de los elfos de luz (ljósálfar) y Svartálfaheim, hogar de los elfos oscuros. En medio de Asgard y Niflheim se encontraba Midgard, la región baja del cielo, el mundo habitado por los humanos (véase Tierra Media).
La cosmología de la mitología nórdica incluye un fuerte componente de dualidad. Por ejemplo el día y la noche tienen sus contrapartidas mitológicas: Dagr/Skinfaxi y Nótt/Hrímfaxi, el sol y el lobo que la persigue (en esta mitología «el» sol es femenino y «la» luna, masculina) trayendo la oscuridad Sól y Sköll, la luna y el lobo que la persigue Máni y Hati, y la oposición total entre Niflheim y Muspelheim que da origen al mundo. Esto puede verse reflejado en una profunda creencia metafísica en los opuestos para la creación del universo.

## Seres sobrenaturales

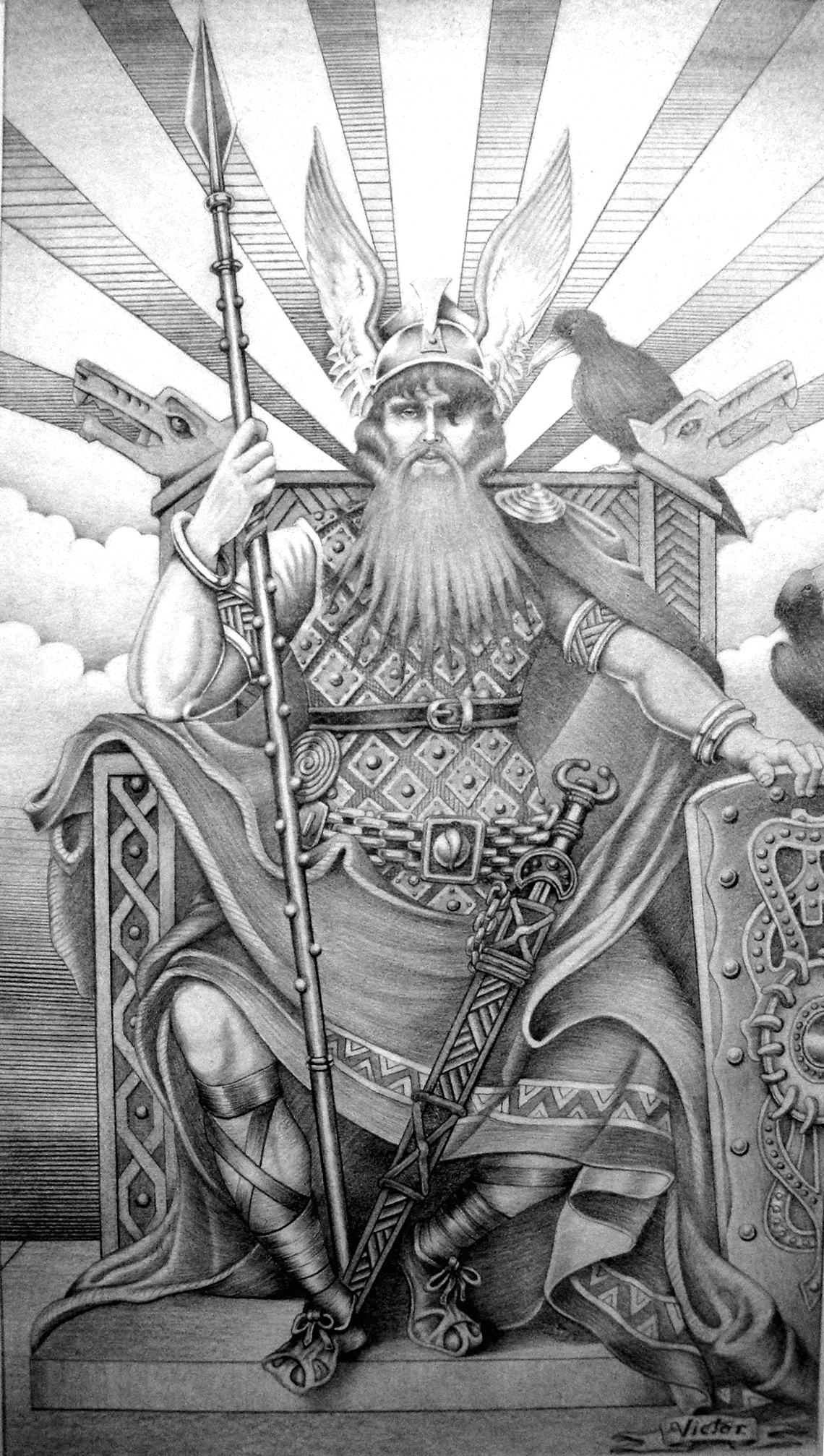
Odín, dios de dioses y padre de todo.

Hay tres clanes de deidades, los Æsir, los Vanir y los Jotun (llamados «gigantes» en este artículo).

### Los dioses nórdicos
Los pueblos nórdicos adoraban dos clases de dioses, una de ellas y la principal, es la de los Æsir.
En Asgard, el hogar de los dioses, habitaban los Æsir (dioses) y las Asynjur (diosas). Todos ellos componían la asamblea a cuya cabeza estaba Odín, el más noble y el más importante.
Entre estos dioses, podemos destacar a Thor, dios del trueno, con guantes de hierro, su famoso martillo, Mjolnir, y dueño de un cinturón mágico; también dios de la fuerza y muy cercano a Odín en jerarquía. Balder, hijo de Odín, dios de la belleza y la inteligencia. Tyr, dios de la guerra; sacrificó su mano para que el resto de dioses pudieran atar al gran lobo Fenrir. Bragi, dios de la sabiduría y la elocuencia. Heimdall, hijo de nueve doncellas y guardián de los dioses; duerme menos que un pájaro y el sonido de su cuerno puede oírse en cualquier lugar del cielo o de la tierra. Höðr, conocido como misterioso dios ciego que asesinó a su hermano Balder con un dardo de muérdago, la única planta que podía herirlo, ya que la madre de ambos al nacer Balder, hizo prometer a todo ser vivo o inerte que no dañaría a su hijo, pero se olvidó de una pequeña planta, el muérdago. Loki, cansado del ego y la invulnerabilidad de Balder, le entregó a su hermano ciego un dardo hecho de muérdago que asesinaría a su hermano. Odín castigó a Loki atándole a tres piedras y haciendo que una serpiente escupiese veneno sobre su cara cada cierto tiempo, infligiéndole un dolor terrible y desfigurando su cara.
Vidar es el dios taciturno, pero el mejor para resolver cualquier conflicto por difícil que sea. Váli es el dios de los arqueros, con una puntería insuperable. Ull es el dios del combate cuerpo a cuerpo. Forseti es el As de la concordia y la amistad. Loki es la desdicha de todos los Æsir y de los hombres; astuto e intrigante, imprevisible y caprichoso, es el dios del caos, el azar, propenso a la mentira y el engaño.
Entre las diosas o Ásynjur del panteón nórdico se encuentra Frigg, esposa de Odín, la vidente; Eir, la curandera; Sjöfn, que conduce los pensamientos de los hombres hacia el amor; Var, diosa de los juramentos; Syn, la guardiana de las puertas; Iðunn, esposa de Bragi, guarda en un estuche las manzanas que morderán los dioses cuando envejezcan.

### Los Vanir

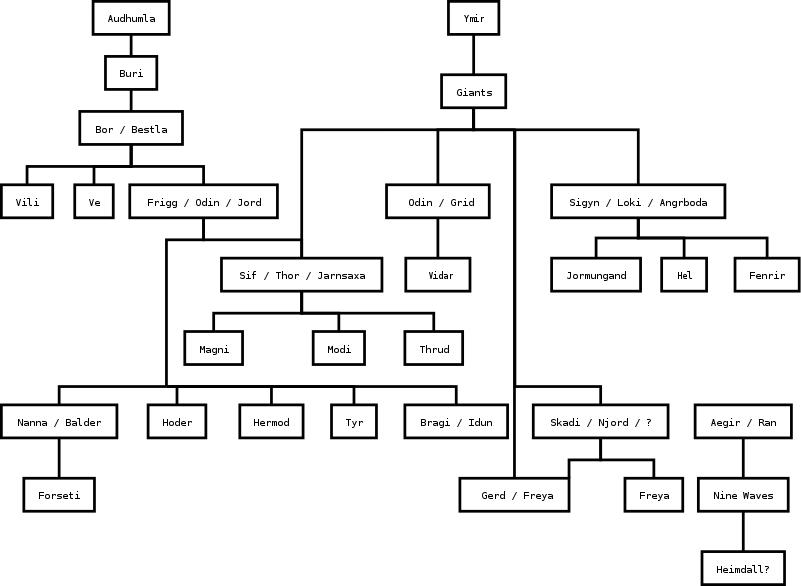
Árbol genealógico de los Æsir.

Aunque los habitantes originales del cielo eran los Æsir, ellos no eran las únicas divinidades que las razas nórdicas veneraban, pues también reconocían el poder de los dioses del mar, del viento, de los bosques y las fuerzas de la naturaleza.
Hay dioses que pertenecen a ambos campos, y con frecuencia, se producen asimilaciones o divisiones entre deidades. Por ejemplo, antiguamente Frey y Freyja eran dos aspectos de una misma deidad que luego se separó. Más tarde, la popularidad de Freyja, y el parecido de sus nombres y funciones, hicieron que se confundiera con Frigg.
Algunos estudiosos, entre los que se encuentra Georges Dumézil, marcan una diferencia respecto al carácter terrenal de la acción de los Vanir. En ellos encontramos incumbencias sobre la siembra, el clima y las cosechas. El carácter de los Æsir no deja dudas de que se trata de dioses que se ocupan de cuestiones espirituales.
Un importante acontecimiento entre ambos grupos es el acuerdo de paz, intercambio de rehenes, y los casamientos que se efectuaron entre ellos después de una prolongada guerra, que finalmente fue ganada por los Æsir. Fue de esta manera como Njörd, el Van, vino a Asgard para vivir con sus dos hijos, Frey y Freyja, mientras que Hœnir, el As, hermano de Odín, hizo de Vanaheim su morada.
Algunos expertos han especulado que esta historia simbolizaba la forma en que los dioses de las tribus indoeuropeas habían suplantado a los antiguos dioses de la naturaleza de los habitantes originales, aunque debe subrayarse que esta es solo una conjetura. Otros estudiosos consideran que la distinción Æsir/Vanir no es más que la manifestación noruega de una división de las divinidades en general entre los indoeuropeos, paralela a la de los olímpicos y los titanes en la mitología griega o a su vez en partes de la gran epopeya hindú, el Mahabhárata.

### Los Jotuns
Los gigantes o jotuns (jötnar, iotnar, þurs, eotenas, etc.) son seres peligrosos para los hombres. Estos se pueden comparar con los titanes y gigantes de la mitología griega y generalmente se traducen como «gigantes», aunque «troles» y «demonios» se han sugerido como alternativas más útiles.
Son seres monstruosos y enormes, pero también sabios y ricos, de los que se benefician los dioses en ciertas circunstancias. Están en el origen del cosmos (que se forma del cuerpo de Ymir). Algunas gigantes poseen una gran belleza (por ejemplo Gerðr).

#### Relación entre dioses y gigantes

Pintura de M. E. Winge (1872): Tors strid med jättarna («Combate de Thor contra los gigantes»), en el Nationalmuseum, Estocolmo, Suecia.

Algunos de los Æsir son descendientes de los Jotuns y realizan matrimonios entre ellos. Algunos de los gigantes se mencionan por su nombre en las Eddas, y se muestran como representaciones de las fuerzas de la naturaleza. Existen dos categorías de gigantes: gigantes del hielo y gigantes de fuego. Estos mantienen una hostilidad implacable con los dioses, que se materializa en luchas generalmente lideradas por Thor. En el Ragnarök las fuerzas de la destrucción estarán encabezadas por gigantes, como Surt y Hrym.

### Otros seres sobrenaturales

#### Nornas
Las nornas (nornir) fijan el destino y sus decisiones resultan irrevocables. Se especula que podrían haber sido muy numerosas en el pasado, pero en época escandinava (cuando son fijados los poemas y relatos) hay tres nornas principales; Urðr («lo que ha ocurrido»), Verðandi («lo que está ocurriendo») y Skuld («lo que debería ocurrir»), y residen en las raíces de Yggdrasil hilando el destino de los hombres, y, en especial, con hilo de oro, el de los héroes.
Se relacionan a su vez con las dísir y las valquirias lideradas por Odín, también divinidades relacionadas con aspectos del destino, un concepto muy importante para estos pueblos.

#### Valquirias
Las Valquirias son entidades menores femeninas. Eran seleccionadas personalmente por Odín. Poseían apariencia peculiar, eran solitarias. Su tarea consistía en elegir a quién llevar al Valhalla entre los héroes caídos en batalla. Allí los atendían sirviéndoles hidromiel. Las valquirias debían ser vírgenes y su residencia habitual era el Vingólf, situado al lado del Valhalla. Eran comandadas por la diosa Freyja.

#### Enanos y elfos
Los enanos eran una raza especial, pues evolucionaron de los gusanos que se comieron el cadáver de Ymir, que fue asesinado por los dioses al principio de los tiempos, viven bajo la tierra (Svartalfheim) y su ocupación principal es la minería y la metalurgia. Además, poseen la sabiduría oculta y sagrada que les permite forjar armas mágicas para los héroes y objetos muy poderosos para los dioses.
Los alfos o elfos (álfar) en la época escandinava formaban dos grupos: los álfar de luz (ljósálfar), que viven en el cielo (la residencia de Frey se llama Alfheim) y los álfar negros u oscuros (svartálfar, dökkálfar).
Realmente no eran elfos, sino una variante de los enanos, una rama que se reprodujo mucho con elfos y dioses, por lo que terminaron siendo una mezcla extraña entre enanos y elfos. Aunque, seguramente, en un principio la importancia de los elfos era mayor, posteriormente tuvieron una posición muy devaluada en las creencias folclóricas. La imagen noble de los elfos, altos y bellos, cayó en el olvido y se pasó a la concepción de elfo como criatura pequeña y traviesa; un claro ejemplo son los elfos que aparece en las obras de William Shakespeare. La relación con los hombres es ambigua, ya que pueden provocar enfermedades pero también favorecer.
Se les dedicaba una importante ceremonia sacrificial que se llevaba a cabo a finales del otoño (el álfablót).

#### Bestias
Entre otros seres sobrenaturales que se destacan en esta mitología se encuentran Fenrir, el lobo gigante, y Jörmungandr la serpiente marina que se encuentra rodeando al mundo. Estos dos monstruos son descritos como la descendencia de Loki y la gigante Angrboda. Criaturas más benévolas son Hugin y Munin («pensamiento y memoria»), los dos cuervos que posee Odín, el dios jefe, que cuando vuelven de pasar por todos los mundos le susurran al oído todo lo que han visto, y Ratatösk, la ardilla que escala las raíces del árbol que sirve como eje del universo, Yggdrasil, en el cual Odín se colgó de sus ramas durante nueve días y, tras esto, visualizó las runas.

### Comparaciones con otras mitologías
Como otras religiones politeístas, esta mitología carece del típico enfrentamiento entre el bien y el mal de la tradición de Medio Oriente. Los dioses y las fuerzas que representan son mucho más complejos de lo que aquí se señala. Para los escandinavos, los dioses eran fundamentalmente regin («poderes», en sentido amplio).
Así, Loki no es exclusivamente un adversario de los dioses, aunque en muchas historias se le muestra como la némesis del protagonista Thor. Los gigantes no son básicamente malvados, sino rudos, tempestuosos, e incivilizados. El antagonismo existente en esta mitología, pero en vez de ser maldad contra bondad, es orden contra caos. Los dioses representan el orden y la estructura mientras que los gigantes y los monstruos representan el caos y el desorden.

### Völuspá: el origen y el fin del mundo
El origen y eventual destino del mundo son descritos en la Völuspá («La profecía de la völva» o «La profecía de la sibila»), uno de los poemas más destacados de la Edda poética. Estos versos contienen uno de los más vívidos relatos creados en toda la historia de la religión y una representación de la eventual destrucción del mundo que es único en su atención al detalle.
En la Völuspá, Odín, el jefe del panteón de los dioses nórdicos, conjuró el espíritu de una Völva muerta (chamán o sibila) y le ordenó que revelara el pasado y el futuro. Ella es reacia: «¿Qué pedís de mi? ¿Por qué tentarme?»; pero al estar ya muerta no muestra miedo por Odín, y continuamente se mofa de él: «Bueno, ¿sabrías más?», pero Odín insiste: si va a cumplir su función de rey de los dioses, debe poseer todo el conocimiento. Una vez que la sibila ha revelado los secretos del pasado y el futuro, cae nuevamente en el olvido: «Ahora me hundo».

#### El principio

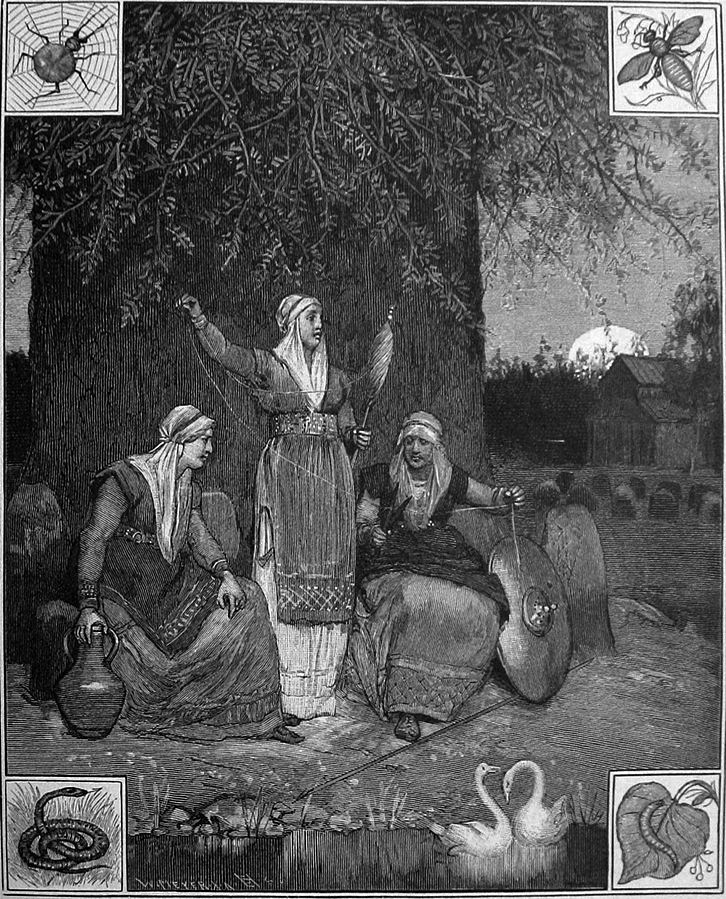
Las Nornas giran los hilos del destino a los pies de Yggdrasil, el árbol del mundo.

En el principio, estaba el mundo de hielo Niflheim y el mundo de fuego Muspelheim, y, entre ellos estaba el Ginnungagap, un «hueco profundo», en donde nada vivía. En Niflheim había un caldero llamado Hvergelmir (el caldero rugiente) que borboteaba, y todo lo que caía de este, lo hacía en Ginnungagap. Al tomar contacto con el vacío se transformaba en hielo, hasta que, al final, el hielo terminó llenándolo todo. Las ascuas de Muspelheim caían sobre el hielo, creando grandes nubes de vapor de agua, que al llegar otra vez a Niflheim, creaban un bloque de hielo, en uno de los cuales estaba un gigante primitivo, Ymir y una vaca gigante llamada Auðumbla, de la cual se alimentaba Ymir bebiendo su leche. Esta lamió el hielo, creando el primer dios, Buri, que fue padre de Bor, quien a su vez fue padre de los primeros Æsir, Odín, y sus hermanos Vili y Ve. Ymir era un hermafrodita y sus piernas copularon entre sí, creando la raza de los gigantes. Luego los hijos de Bor; Odín, Vili, y Ve; asesinaron a Ymir y de su cuerpo crearon el mundo.
Los dioses regulaban el paso de los días y las noches, así como las estaciones. Los primeros seres humanos fueron Ask (ash, fresno) y Embla (elm, olmo), que fueron tallados de madera y traídos a la vida por los dioses, Hœnir/Vili, y Lóðurr/Ve. Sól es la diosa del sol, una hija de Mundilfari, y esposa de Glenr, esta cabalga todos los días a través de los cielos en su carro tirado por dos caballos llamados Alsvid y Arvak. Este pasaje es conocido como Alfrodul, que significa «gloria de elfos», un kenning común para sol. Sól es cazada durante el día por Sköll, un lobo que quiere devorarla. Los eclipses solares significan que Skoll casi la atrapó. Está destinado que Skoll, eventualmente, va a atrapar y devorar a Sól; sin embargo será reemplazada por su hermana. El hermano de Sól, la luna, Máni, es cazado por Hati, otro lobo. La tierra está protegida del calor total del sol por Svalin, quien se encuentra entre el sol y ella. En la creencia nórdica, el sol no daba luz, ya que esta emanaba de Alsvid y Arvak.
La sibila describe el gran fresno Yggdrasil y a las tres nornas (símbolos femeninos del destino inexorable; sus nombres; Urðr (Urd), Verðandi (Verdandi), y Skuld; se relacionan el pasado, presente y futuro), quienes giraban los hilos del destino bajo él. Ella describe la primitiva guerra entre los Æsir y Vanir y el asesinato de Baldr. Luego centra su atención al futuro.

#### Ragnarök

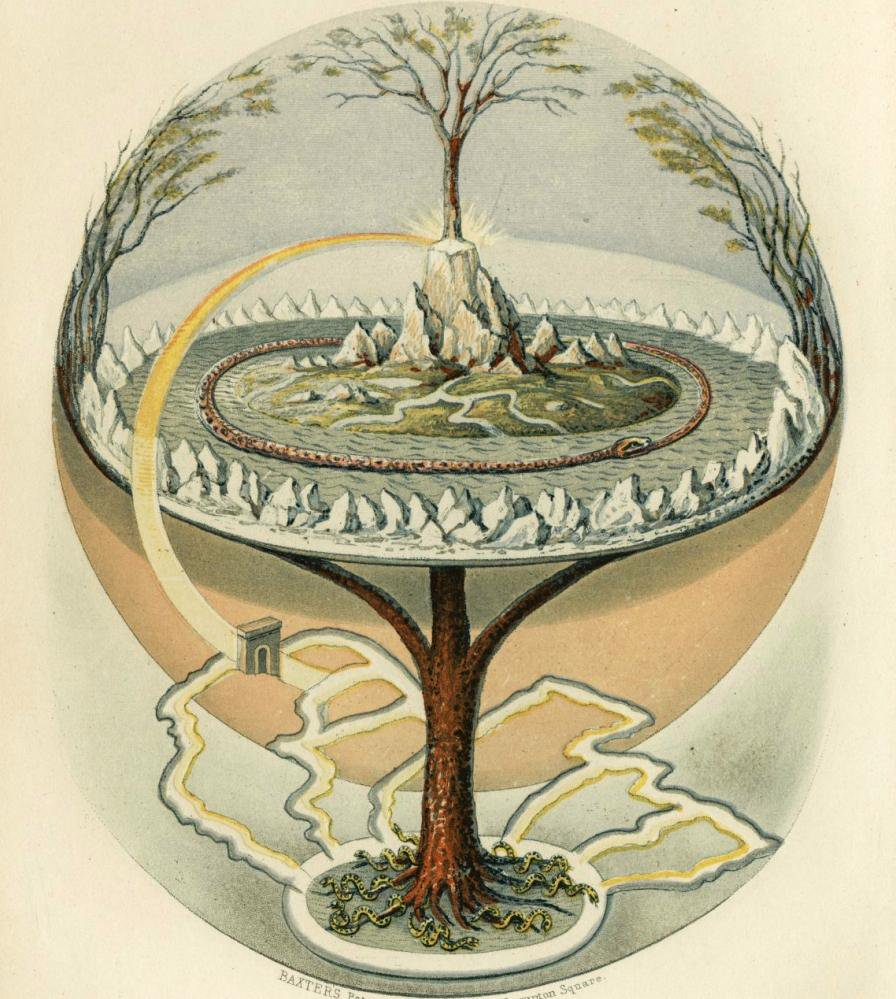
Yggdrasil, el árbol gigante que sostiene los nueve mundos.

La visión nórdica antigua del futuro es sombría. En el final, según se creía, las fuerzas del mal y el caos sobrepasarían en número y vencerán a los divinos y guardianes de los hombres del bien y el orden. Loki y sus monstruosos hijos romperán sus ataduras; los muertos navegarán desde Helheim para atacar a los vivos. Heimdall, el vigilante de los dioses, convocará a los anfitriones celestiales con un bramido de su cuerno. Tras esto, seguirá una batalla final entre el orden y el caos (Ragnarök), que los dioses perderán, ya que ese es su destino. Ellos, conscientes de esto, juntarán a los mejores guerreros, los Einherjer, para pelear de su lado cuando el día llegue, pero, finalmente, serán incapaces de prevenir al mundo de descender en el caos del cual una vez emergió; los dioses y su mundo serán destruidos. El mismo Odín será engullido por el lobo Fenrir.
Sin embargo, habrá unos pocos supervivientes, ambos humanos y divinos, que poblarán el Nuevo Mundo, para volver a empezar el ciclo. O así la sibila nos cuenta; los eruditos están divididos en la cuestión sobre si esto es una posterior adición al mito que traiciona la influencia cristiana. Si es precristiano, la escatología de la Völuspá puede reflejar una tradición indo-europea más antigua relacionada con la escatología del Zoroastrismo persa.

## Reyes y héroes

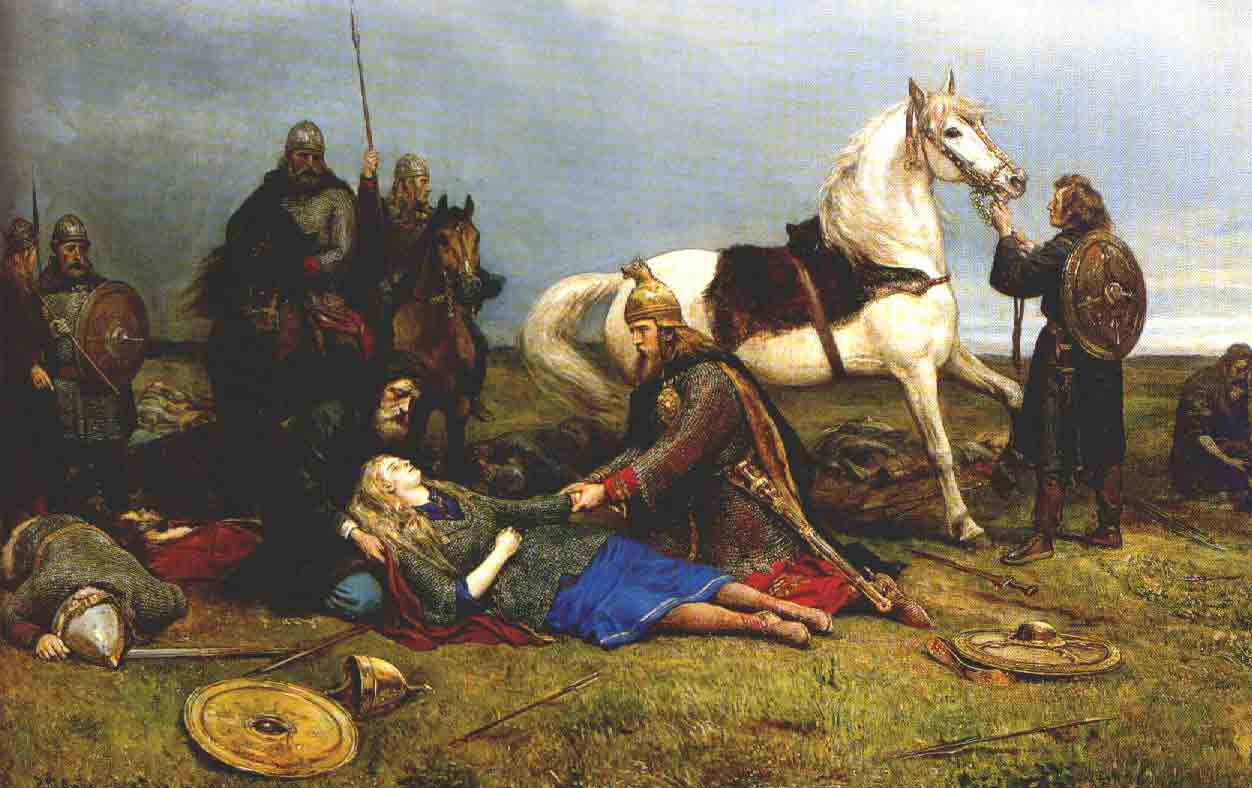
La doncella escudada Hervör muere tras una batalla con los hunos en la Saga de Hervör, narración épica islandesa del.

La literatura mitológica relata las leyendas de héroes y reyes, así como de criaturas sobrenaturales. Estas figuras fundadoras de clanes y reinos poseen una gran importancia como ilustraciones de las acciones adecuadas o los orígenes nacionales. La literatura heroica puede haber cumplido la misma función que la épica nacional en otras literaturas europeas, o puede haber estado más relacionada con la identidad tribal. Muchas de sus legendarias figuras probablemente existieron en el pasado, y generaciones de eruditos escandinavos han tratado de extraer sus historias dentro los mitos en las sagas.

El Grabado Ramsund de ca. 1040 representa pasajes de la Saga Völsunga.

Algunas veces el mismo héroe resurge en varias formas. Dependiendo de qué parte del mundo germano se trate, sobrevive la épica como Weyland/Völundr y Siegfried/Sigurd, y probablemente Beowulf/Bödvar Bjarki. Otros notables héroes son Hagbard, Starkad, Ragnar Lodbrok, Sigurd Ring, Ivar Vidfamne y Harald Hilditonn. Notables son también las skjaldmös que eran mujeres «ordinarias» que habían elegido la senda del guerrero. Estas mujeres funcionaban como heroínas y también como obstáculos en los viajes heroicos.

## Formas de adoración

### Centros de fe

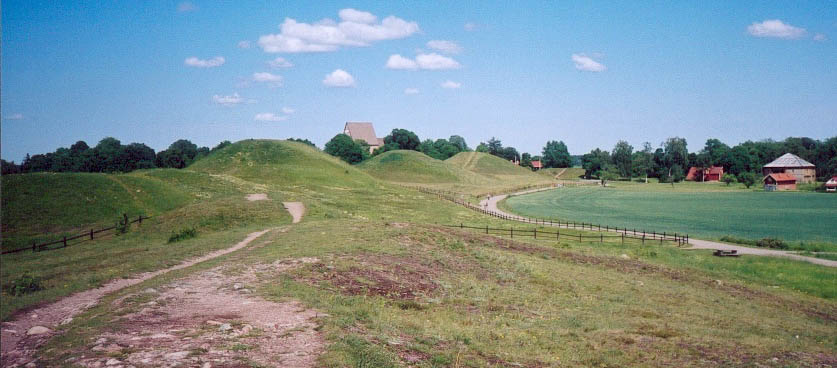
Gamla Uppsala, el centro del culto en Suecia hasta la destrucción del templo a finales del.

Las tribus germanas nunca o rara vez tuvieron templos en el sentido moderno de la palabra. La Blót, la forma de adoración practicada por los antiguos pueblos germanos y escandinavos, se asemejaba a aquella de los celtas y los baltos; podía ocurrir en arboledas sagradas, también podía tomar lugar en un hogar o en un simple altar de piedras apiladas conocido como «hangar». Sin embargo, parece que hubo otros importantes centros, tales como Skiringssal, Lejre y Gamla Uppsala. Adán de Bremen afirma que hubo un templo en Upsala con tres estatuas de madera que pretendían representar las figuras de Odín, Thor y Loki.

### Sacerdotes
Aunque parece que ha existido un tipo específico de clero en el pasado, nunca tomó el carácter profesional y semi-hereditario de la clase druídica celta. Esto fue porque su tradición chamanística, el Seiðr, era mantenida por mujeres, las völvas. Se dice generalmente que el rol de rey germano evolucionó de un oficio sacerdotal. Este rol del rey estaba en línea con el rol general del godi, que era la cabeza de un grupo de familias afines (para esta estructura social, vea Ætt), y quienes administraban los sacrificios.

### Sacrificios humanos
Solo ha quedado un testimonio de sacrificios humanos. Este se encuentra en la narración que hace Ahmad ibn Fadlan de un enterramiento en un barco, en el que una joven esclava se prestó a acompañar a su señor al otro mundo. Referencias menos directas son dadas por Tácito, Saxo Grammaticus y Adam von Bremen.
El Heimskringla cuenta cómo Aun, rey de Suecia, sacrificó a nueve de sus hijos en un esfuerzo por prolongar su vida hasta que sus súbditos consiguieron impedir que matara al último de ellos, Egil. Según Adam de Bremen, los reyes de Suecia sacrificaban esclavos varones cada nueve años, durante los sacrificios de Yule (la fiesta del solsticio de invierno) en el templo de Upsala. Los suecos no solo tenían derecho a elegir sus reyes, sino también a deponerlos, y, se dice tanto de Domalde como de Olof Trätälja que fueron sacrificados tras años de hambruna.
Odín era asociado con la horca, y una posible práctica de sacrificios odínicos por estrangulamiento tiene cierto apoyo arqueológico por la existencia de cuerpos perfectamente preservados por el ácido de las turbas de Jutlandia (que luego fue tomada por los daneses), en las cuales eran echados una vez estrangulados. Sin embargo, no existe ningún relato escrito que interprete específicamente la causa de dichos estrangulamientos.

## Interacción con el cristianismo

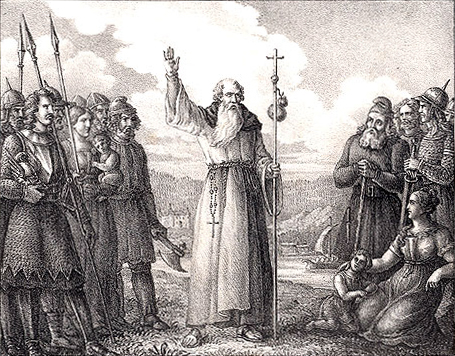
Un retrato datado en 1830 de Óscar (Ansgar), un misionero cristiano invitado a Suecia por el rey Björn en 829. Pintura de Hugo Hamilton.

Un problema importante en la interpretación de esta mitología es que los informes más cercanos que se tienen del periodo previo al contacto fueron escritos por cristianos. Por ejemplo, la Edda Menor y la Heimskringla fueron redactadas por Snorri Sturlusson en el siglo XIII, cuando Islandia llevaba ya dos siglos cristianizada.
Todas las sagas provienen de Islandia. Pero, incluso bajo aquel clima de tolerancia religiosa, Snorri fue influido por un punto de vista esencialmente cristiano. La Heimskringla provee algunas interesantes aclaraciones a este problema. Snorri presenta a Odín como un líder militar humano procedente de Asia, que adquiere poderes mágicos, conquista Suecia, y a su muerte se convierte en un semidiós. Teniendo rebajada la divinidad de Odín, Snorri cuenta entonces la historia del pacto que celebra el rey de Suecia, Aun, con él: a fin de prolongar su vida, Aun debía sacrificar a su hijo. Más tarde en la Heimskringla, Snorri registra detalladamente cómo los convierte al cristianismo tal como Olaf Haraldsson (Olaf II el Santo) convirtió brutalmente a los noruegos a la fe cristiana.

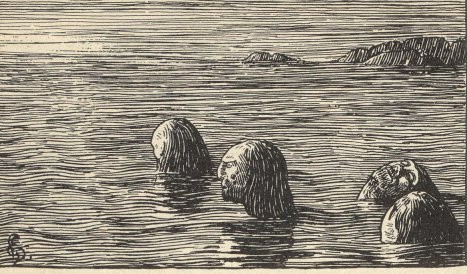
Una horripilante forma de la ejecución ocurrida durante la cristianización de Noruega. El rey Olaf Trygvasson tenía völvas hombres (sejdmen) atados y a la izquierda un arrecife en el mengüe de las aguas.

En Islandia, tratando de evitar una guerra civil, el parlamento islandés (Alþingi) votó a favor del cristianismo, pero toleró el paganismo en la privacidad de cada hogar. Suecia, por otro lado, tuvo una serie de guerras civiles durante el siglo XI, las cuales terminaron con la quema del Templo de Upsala. En Inglaterra, la cristianización ocurrió temprana y esporádicamente, muy rara vez mediante la fuerza. La conversión mediante coerción fue poco utilizada en las áreas donde se adoraba a los dioses nórdicos. No obstante, la conversión no ocurrió de la noche a la mañana. El clero cristiano hizo lo sumo posible por enseñar al pueblo que los dioses eran demonios, pero su éxito fue limitado y los dioses nunca se volvieron maléficos en la opinión popular de la mayor parte de Escandinavia.
Dos asentamientos centralmente localizados y lejos de estar aislados pueden ilustrar cuando comenzó la cristianización. Estudios arqueológicos de tumbas en la isla sueca de Lovön han demostrado que la cristianización duró entre 150 y 200 años, además de ser este un emplazamiento cerca de reyes y obispos. Asimismo, en la concurrida zona comercial de la ciudad de Bergen, fueron encontradas muchas inscripciones rúnicas que datan del siglo XIII, entre las cuales figuran las inscripciones Bryggen. Una de ellas dice «puede que Thor te reciba, puede que Odín sea tu dueño», y otra es una seid la cual dice «Tallo runas curativas, tallo runas salvadoras, una vez contra los elfos, dos veces contra los trolls, tres veces contra los jotuns». La segunda también menciona a una valquiria peligrosa, «skag-valkyrja» que probablemente sea una variante para Skögul.
Por lo demás, hay pocos informes desde el siglo XIV al XVIII, excepto por el clero, tal como Olaus Magnus (1555) escribió, acerca de las dificultades de extinguir las antiguas creencias. La historia que se relaciona con la Þrymskviða (Cantar de Thrym) parece que ha sido excepcionalmente resistente, así como la romántica historia de Hagbard y Signy, y versiones registradas tanto en el siglo XVII como incluso en el siglo XIX. En los últimos siglos, folcloristas suecos documentaron las creencias del pueblo, en cuya superficie muchas tradiciones de los dioses de la mitología nórdica sobrevivieron. Sin embargo, las tradiciones se alejan del sistema cohesivo de los relatos de Snorri. Muchos dioses habían sido olvidados y solo Odín y Thor figuran en numerosas leyendas. Freyja es mencionada algunas veces y Baldr sobrevive en leyendas acerca de topónimos.
Otros elementos en la mitología nórdica sobrevivieron sin que fuesen tomados como componentes de esta, especialmente en lo concerniente a los seres sobrenaturales en el folclore escandinavo. Además, las creencias nórdicas relacionadas con el destino han permanecido firmes hasta los tiempos actuales. Dado que el infierno cristiano guardaba semejanza con las representaciones de la muerte en la mitología nórdica, se tomó prestado uno de los nombres de las creencias antiguas, como Helvíti —traducido como «castigo infernal»—. Algunas de las tradiciones de Yule fueron preservadas, como la tradición sueca de sacrificar un cerdo en Navidad, que originalmente hacía parte al sacrificio a Frey.

## Influencias modernas
Los dioses germánicos y los temas más importantes de la mitología nórdica han dejado indudables vestigios y herencias tanto en el vocabulario moderno como en la cultura contemporánea, entre las más importantes los nombres de los días de la semana en inglés, alemán y lenguas escandinavas.
También cabe señalar que el músico alemán Richard Wagner se inspiró en los temas y personajes de la mitología nórdica para escribir los libretos de varias de sus óperas, en especial: la tetralogía El anillo del nibelungo.
El premio nobel de literatura de 1955, Halldor Laxness, publicó en 1968 la novela Bajo el glaciar, la cual aborda desde la ficción elementos del cristianismo en una comunidad islandesa.
Asimismo, el escritor J. R. R. Tolkien tomó los mundos y razas de la mitología nórdica para su saga de temática fantástica El Señor de los Anillos. Esto marcó todo el género de fantasía épica posterior, caracterizado precisamente por el uso recurrente de elementos de esta mitología.
También es de mencionar la presencia de la mitología nórdica en las películas de Stan Lee, de Marvel y en videojuegos como God of War. También recientemente, en series como Vikingos, de la plataforma de Netflix.